# Bahamas ai Giochi della XXIX Olimpiade
Le Bahamas ha partecipato alle Giochi della XXIX Olimpiade di Pechino, svoltisi dall'8 al 24 agosto 2008, con una delegazione di 19 atleti.

## Medaglie
| Medaglia | Atleta                                                                              | Sport            | Evento                         |
| -------- | ----------------------------------------------------------------------------------- | ---------------- | ------------------------------ |
| Argento  | Andretti Bain Michael Mathieu Andrae Williams Chris Brown Avard Moncur Ramon Miller | Atletica leggera | Staffetta 4x400 metri maschile |
| Bronzo   | Leevan Sands                                                                        | Atletica leggera | Salto triplo maschile          |

## Atletica leggera
| Gara              | Atleta                                                                              | Batterie | Batterie | Quarti | Quarti | Semifinali | Semifinali | Finale  | Finale |
| Gara              | Atleta                                                                              | Tempo    | Pos.     | Tempo  | Pos.   | Tempo      | Pos.       | Tempo   | Pos.   |
| ----------------- | ----------------------------------------------------------------------------------- | -------- | -------- | ------ | ------ | ---------- | ---------- | ------- | ------ |
| 100 m             | Derrick Atkins                                                                      | 10"28    | 1        | 10"14  | 3      | 10"13      | 6          |         |        |
| 200 m             | Jamaal Rolle                                                                        | 20"93    | 5        |        |        |            |            |         |        |
| 400 m             | Andretti Bain                                                                       |          |          | 45"96  | 3      | 45"52      | 7          |         |        |
| 400 m             | Chris Brown                                                                         |          |          | 44"79  | 1      | 45"59      | 2          | 44"84   | 4      |
| 400 m             | Michael Mathieu                                                                     |          |          | 45"17  | 3      | 45"56      | 6          |         |        |
| 110 m ostacoli    | Shamar Sands                                                                        | 13"45    | 3        | 13"55  | 7      |            |            |         |        |
| Staffetta 4x400 m | Andretti Bain Michael Mathieu Andrae Williams Chris Brown Avard Moncur Ramon Miller |          |          |        |        | 2'59"88    | 2          | 2'58"03 |        |

| Gara          | Atleta        | Qualificazioni | Qualificazioni | Finale  | Finale |
| Gara          | Atleta        | Misura         | Pos.           | Misura  | Pos.   |
| ------------- | ------------- | -------------- | -------------- | ------- | ------ |
| Salto in alto | Leevan Sands  | 17,25 m        | 5              | 17,59 m |        |
| Salto triplo  | Donald Thomas | 2,20 m         | 21             |         |        |

| Gara  | Atleta                   | Batterie | Batterie | Quarti | Quarti | Semifinali | Semifinali | Finale | Finale |
| Gara  | Atleta                   | Tempo    | Pos.     | Tempo  | Pos.   | Tempo      | Pos.       | Tempo  | Pos.   |
| ----- | ------------------------ | -------- | -------- | ------ | ------ | ---------- | ---------- | ------ | ------ |
| 100 m | Timicka Clarke           | 12"16    | 6        |        |        |            |            |        |        |
| 100 m | Debbie Ferguson-McKenzie | 11"17    | 2        | 11"21  | 1      | 11"22      | 4          | 11"19  | 7      |
| 100 m | Chandra Sturrup          | 11"30    | 1        | 11"16  | 3      | 11"22      | 5          |        |        |
| 200 m | Debbie Ferguson-McKenzie | 23"22    | 2        | 22"77  | 3      | 22"51      | 4          | 22"61  | 7      |
| 200 m | Sheniqua Ferguson        | 23"33    | 4        | 23"61  | 8      |            |            |        |        |
| 400 m | Christine Amertil        |          |          | 51"25  | 2      | 51"51      | 4          |        |        |

| Gara                   | Atleta         | Qualificazioni | Qualificazioni | Finale | Finale |
| Gara                   | Atleta         | Misura         | Pos.           | Misura | Pos.   |
| ---------------------- | -------------- | -------------- | -------------- | ------ | ------ |
| Salto in lungo         | Jackie Edwards | nessuna misura | -              |        |        |
| Lancio del giavellotto | Laverne Eve    | 57,36 m        | 20             |        |        |

## Nuoto
| Gara                         | Atleta                     | Batterie | Batterie | Semifinali | Semifinali | Finale | Finale |
| Gara                         | Atleta                     | Tempo    | Pos.     | Tempo      | Pos.       | Tempo  | Pos.   |
| ---------------------------- | -------------------------- | -------- | -------- | ---------- | ---------- | ------ | ------ |
| 50 m stile libero maschili   | Elvis Burrows              | 23"19    | 52       |            |            |        |        |
| 100 m farfalla maschili      | Jeremy Knowles             | 53"72    | 49       |            |            |        |        |
| 200 m farfalla maschili      | Jeremy Knowles             | 2'01"08  | 35       |            |            |        |        |
| 200 m misti maschili         | Jeremy Knowles             | 2'01"35  | 24       |            |            |        |        |
| 50 m stile libero femminili  | Arianna Vanderpool-Wallace | 25"40    | 24       |            |            |        |        |
| 100 m stile libero femminili | Arianna Vanderpool-Wallace | 55"61    | 28       |            |            |        |        |
| 100 m dorso femminili        | Alana Dillette             | 1'02"56  | 32       |            |            |        |        |

## Pugilato
| Gara        | Atleta          | Sedicesimi                   | Ottavi                            | Quarti                    | Semifinali | Finale |
| ----------- | --------------- | ---------------------------- | --------------------------------- | ------------------------- | ---------- | ------ |
| Pesi welter | Tureano Johnson | Rolande Moses (Grenada) 18-3 | Olexandr Strets'kyy (Ucraina) 9-4 | Hanati Silamu (Cina) 4-14 |            |        |

## Tennis
| Gara               | Atleta                      | Trentaduesimi                       | Sedicesimi                                 | Ottavi | Quarti | Semifinali | Finale |
| ------------------ | --------------------------- | ----------------------------------- | ------------------------------------------ | ------ | ------ | ---------- | ------ |
| Singolare maschile | Devon Mullings              | Agustín Calleri (Argentina) 1-6 1-6 |                                            |        |        |            |        |
| Doppio maschile    | Mark Knowles Devon Mullings |                                     | Bob Bryan Mike Bryan (Stati Uniti) 2-6 1-6 |        |        |            |        |